# Лавинний детектор

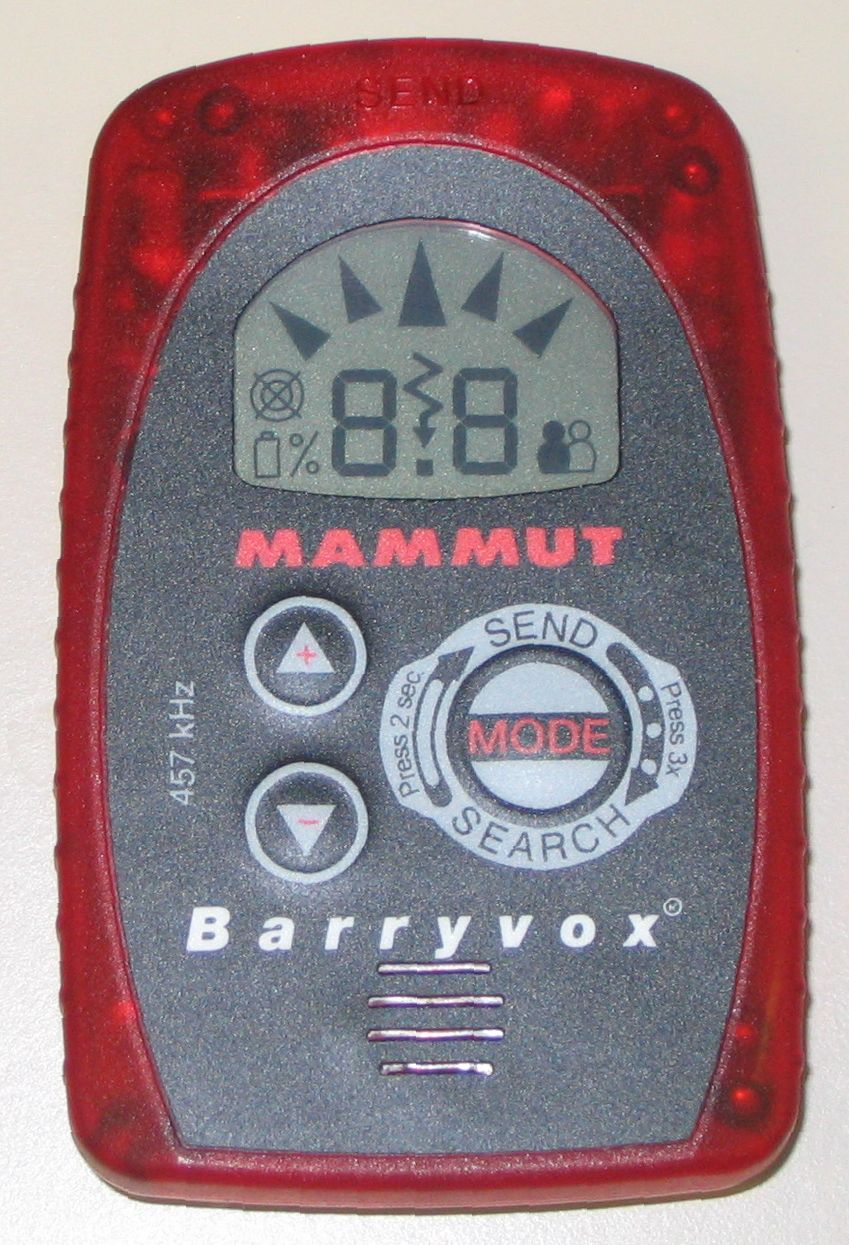
Лавинний детектор з LCD дісплеєм

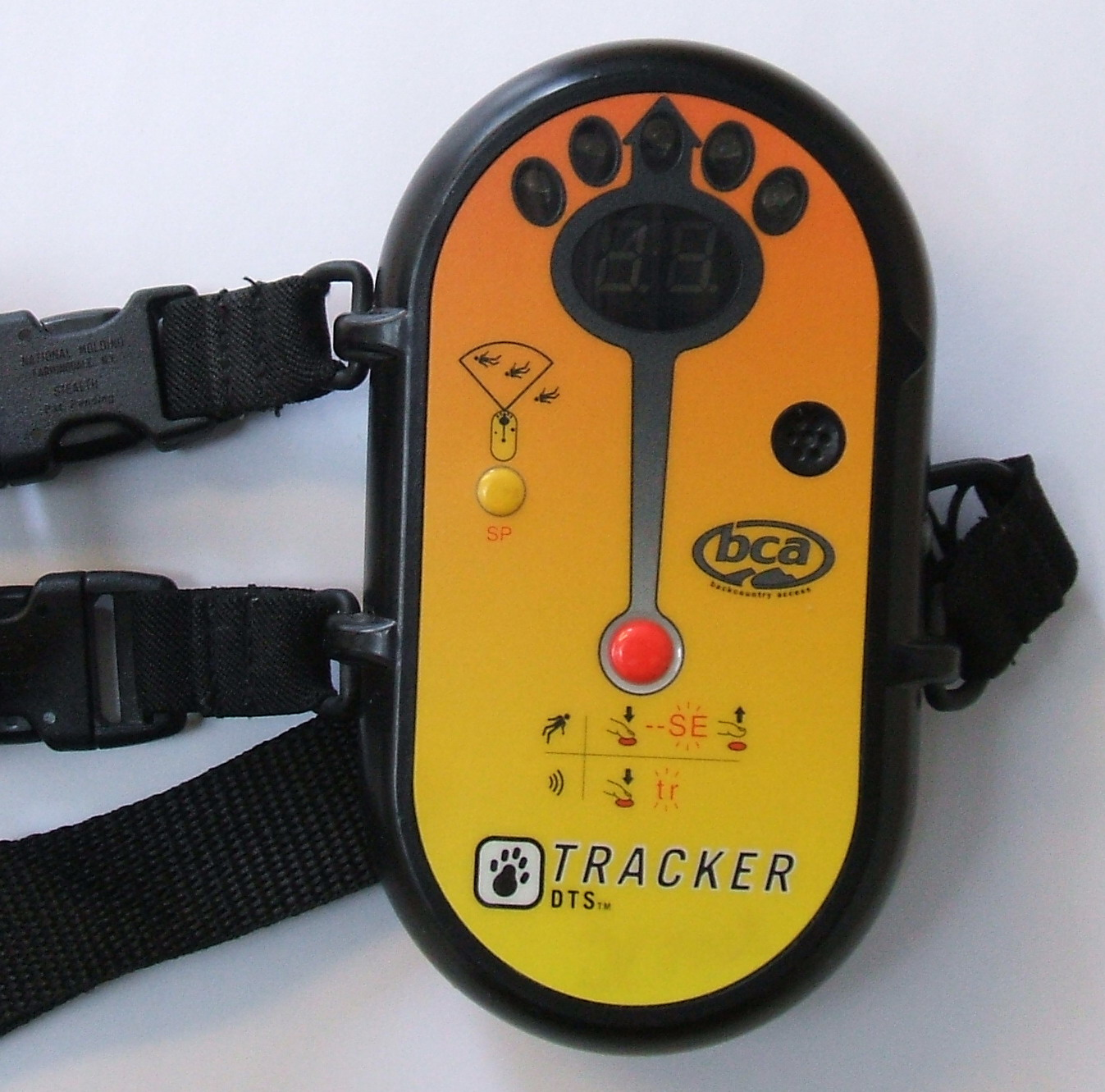
Лавинний детектор з LED дісплеєм

Лавинний детектор — електронний прилад, призначений для швидкого пошуку туристів, похоронених під снігом (лавини). Детектор може працювати в режимі передачі або прийому. Всі члени команди мають весь час носити пристрій з собою, коли існує ризик сходження лавин. Прилад має бути налаштований на режим передачі.
У цьому режимі він випромінює приблизно в 1 секунду короткий електромагнітний імпульс на частоті 457 кГц. Якщо хтось із сходжувачів буде зметений лавиною, інші переходять на режим прийому і в такому режимі, прилади вказують напрямок і відстань до передаючого пристрою, похованого під снігом разом з жертвою, дозволяючи швидко її знайти і відкопати.
Лавинні детектори зазвичай називають Pieps, за назвою австрійської компанії, яка є одним з виробників цих пристроїв. Інші виробники Ortovox, Mammut і Backcountry Access.
В даний час пристрої, виготовлені різними виробниками, є повністю сумісними.

## Ресурси Інтернету
- Pieps [Архівовано 14 лютого 2008 у Wayback Machine.]
- Ortovox [Архівовано 6 грудня 2012 у Wayback Machine.]
- Mammut [Архівовано 30 січня 2019 у Wayback Machine.]
- Backcountry Access [Архівовано 9 січня 2020 у Wayback Machine.]